# أوهاد كوهن
أوهاد كوهن (بالعبرية: אוהד כהן‏) (10 يونيو 1975 ببتاح تكفا في إسرائيل - ) هو لاعب كرة قدم إسرائيلي في مركز حراسة المرمى. شارك مع منتخب إسرائيل لكرة القدم. أما مع النوادي، فقد لعب مع بيتار القدس ونادي هبوعيل بئر السبع وهبوعيل حيفا وهبوعيل بتاح تكفا ‏ وHapoel Rishon LeZion F.C. ‏ وHapoel Beit She'an F.C. ‏ وHapoel Ra'anana A.F.C. ‏ ومكابي بتاح تكفا وHapoel Mahane Yehuda F.C. ‏ وهبوعيل كفار سابا ‏.

## وصلات خارجية
- أوهاد كوهن على موقع قاعدة بيانات كرة القدم.إي يو (الإنجليزية)
- أوهاد كوهن على موقع Soccerway.com (الإنجليزية)